# Paroisse Saint-Laurent-de-la-Moraine

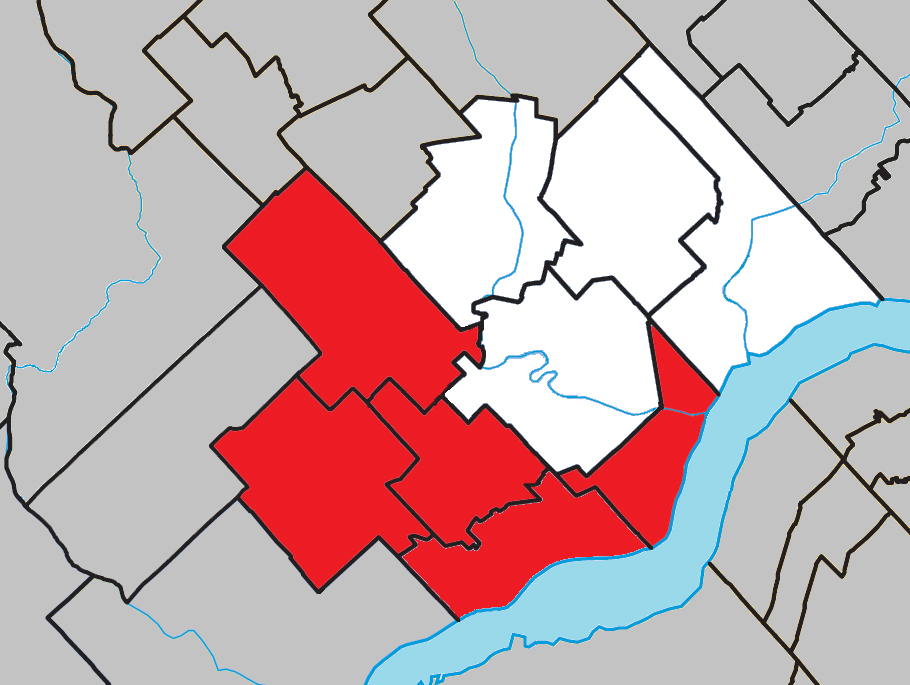
En rouge, localisation de la paroisse Saint-Laurent-de-la-Moraine dans la MRC des Chenaux.

La paroisse Saint-Laurent-de-la-Moraine est une paroisse catholique du Québec située dans le diocèse de Trois-Rivières, dans la Municipalité régionale de comté Les Chenaux, dans la région administrative de la Mauricie. Elle a été fondée le 1er janvier 2018 par Mgr Luc Bouchard dans le cadre de son projet de tournant missionnaire proposé le 29 août 2014. Elle regroupe cinq anciennes paroisses qui sont devenues des communautés chrétiennes de proximité : Batiscan, Champlain, Saint-Luc-de-Vincennes, Saint-Maurice (Québec) et Saint-Narcisse. Son siège social est situé au presbytère de Saint-Narcisse et les bureaux pastoraux et administratifs sont situés au presbytère de Sainte-Geneviève-de-Batiscan. Chaque communauté locale conserve en ses lieux son église et ses bureaux administratifs.
Ne pas confondre les paroisses et les municipalités de paroisse. Au Québec, la première est un territoire religieux tandis que la seconde est un territoire civil dont les limites ont été calquées sur le territoire religieux. Cet article traite de la paroisse religieuse seulement.

## Toponymie

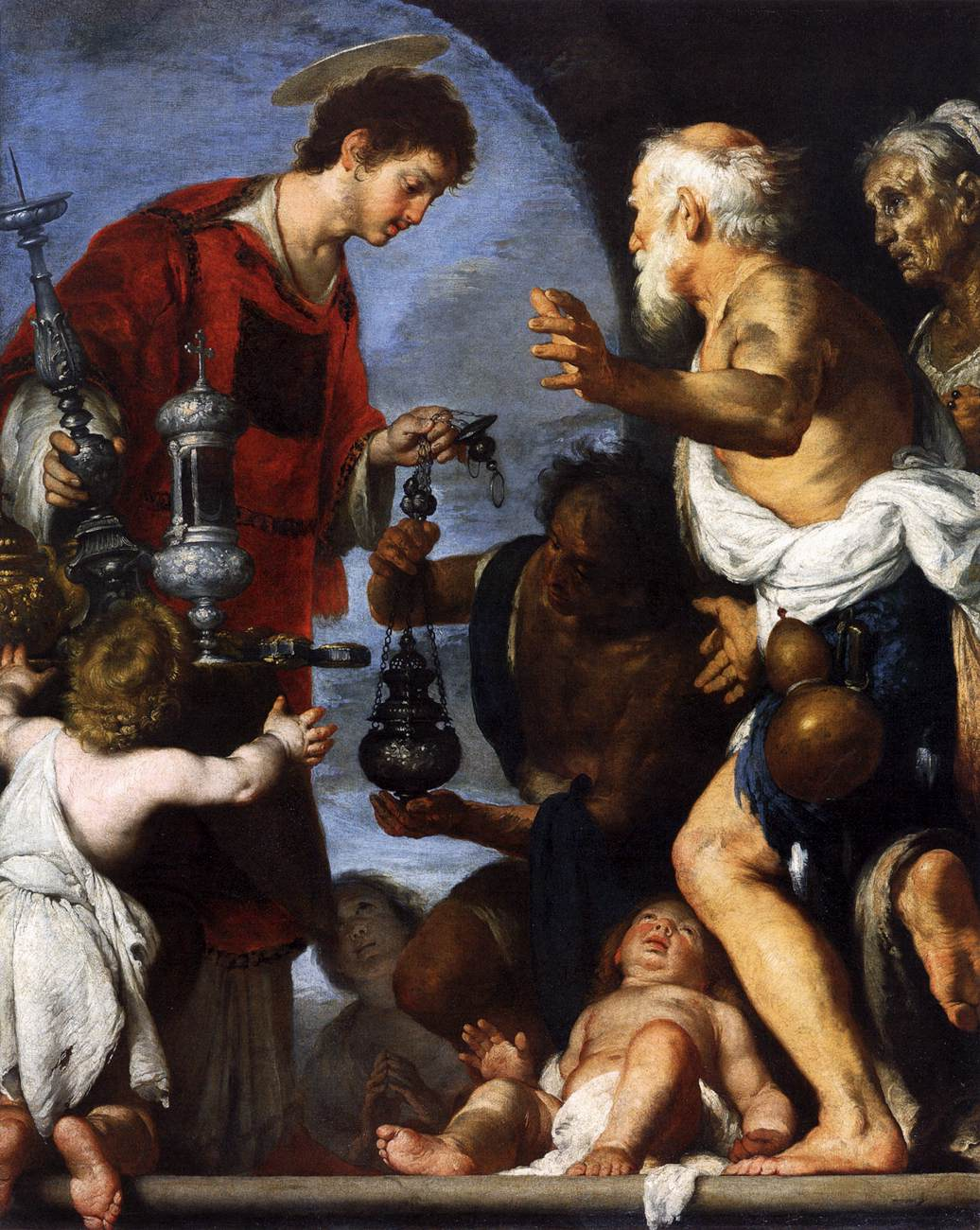
La paroisse est sous le patronage de saint Laurent de Rome. Parmi les thèmes le concernant, se trouve celui de la charité de saint Laurent.

La nouvelle paroisse a été placée sous le patronage de saint Laurent de Rome (210-258), parce que les limites sud sont situées le long du fleuve Saint-Laurent. Au nord, les limites rejoignent la moraine, accumulation de débris abandonnés par les glaciers il y a 11000 ans. Proposé par le comité de transition, le vocable Saint-Laurent-de-la-Moraine a été retenu après consultation des sociétés d’histoire des cinq communautés chrétiennes de proximité et officialisé par Mgr Luc Bouchard par décret du 30 octobre 2017.

## Histoire
- 2013-2018

La paroisse Saint-Laurent-de-la-Moraine a été fondée le 1er janvier 2018 par Mgr Luc Bouchard par décret du 30 octobre 2017 dans le cadre de son projet de tournant missionnaire.
Dans sa première lettre pastorale, adressée le 22 mars 2013 à ses diocésains, l’évêque évoquait la possibilité de regrouper des paroisses : «J’ose établir ici un programme pour les 10 ou 15 prochaines années. Les paroisses doivent d’abord devenir «communautés», communautés qui s’identifient par l’accueil de la Parole, l’accueil du prochain, l’accueil de l’Eucharistie et l’accueil de la prière. Est-ce qu’on peut rêver que des paroisses s’unissent pour devenir une «communauté de communautés» où l’Évangile et les personnes ont d’abord la priorité sur les «édifices»?
Puis dans une lettre du 29 août 2014 adressée à ses confrères et à ses collaborateurs et collaboratrices, pour le lancement de l’année pastorale 2014-2015 du diocèse de Trois-Rivières, l’évêque écrivait qu’il « souhait[ait] mobiliser les leaders afin de définir plus clairement les contours d'un projet de tournant missionnaire. » Et il annonçait la confection d’un diagnostic qui fut déposé en novembre 2014.
L’année 2014-2015 fut considérée comme une année de travaux préliminaires qui permit de présenter aux paroisses le rapport de diagnostic organisationnel du diocèse et de se l’approprier. L’année 2015-2016 fut celle de la phase 1 du projet, «l'occasion de réfléchir sur l'état de la mission dans nos communautés et de clarifier le contenu du tournant missionnaire, ce sur quoi il y aura des changements à faire». Il y a eu la formation de huit groupes de travail et la tenue de deux consultations publiques. Puis l’année 2016-2017 fut celle de la phase 2, au cours de laquelle des projets de regroupement de paroisses ont été examinés et acceptés, de sorte qu’après une troisième consultation publique, l’évêque a déposé, le 5 février 2017, ses orientations pastorales qui contiennent entre autres sa décision quant à la formation de 12 nouvelles paroisses et le maintien de deux paroisses. Des comités de transition ont été formés pour chacune des nouvelles paroisses, composés de deux représentants par paroisse, pour identifier la paroisse d’accueil, fixer le siège social et adopter une grille de répartition des dépenses communes dans la nouvelle paroisse, entre autres sujets Les comités de transition se sont réunis entre mars et octobre 2017 en vue de l’ouverture des nouvelles paroisses le 1er janvier 2018.
Après l’annonce de la création des nouvelles paroisses le 5 février 2017, le comité de nomination du diocèse a fait ses recommandations et l’évêque a, en mai 2017, nommé les prêtres modérateurs et les coordonnatrices et coordonnateurs des nouvelles paroisses. Ces personnes sont entrées en fonction le 7 septembre 2017. Ce tandem a ensuite recommandé à l’évêque la nomination des autres membres de leurs équipes pastorales paroissiales respectives puis, à compter de l’automne 2017, ces équipes ont nommé les membres des nouvelles équipes de vie communautaire (ÉVC) de chacune des paroisses. Ce sont ces ÉVC qui ont organisé les assemblées de paroissiens en janvier 2018 pour élire les membres des nouveaux comités locaux des affaires économiques.
- 1997-2003

Ce remodelage 2013-2018 des paroisses du diocèse de Trois-Rivières a été précédé d’une pareille opération sous le thème «Avec le souffle de l’Esprit-Saint, bâtissons l’avenir», commencée en 1998 dans tout le diocèse, sous Mgr Martin Veillette, alors évêque diocésain. À la suite des réflexions dans chaque paroisse, Mgr Veillette lançait en 2000 un projet de remodelage des paroisses. Sommairement, cette opération a résulté en la fusion de certaines paroisses dans le diocèse, en la création d’unités paroissiales et en un statu quo pour certaines autres paroisses.
Dans le cas des neuf paroisses de la zone pastorale des Chenaux, cette opération a résulté en 2003 en la création de trois unités paroissiales, chacune regroupant trois paroisses : 1) Champlain, Batiscan et Sainte-Anne-de-la-Pérade; 2) Sainte-Geneviève-de-Batiscan, Saint-Prosper et Saint-Stanislas; et 3) Saint-Luc-de-Vincennes, Saint-Maurice et Saint-Narcisse. Dans chacune de ces unités dans les Chenaux, le projet consistait à regrouper l’animation pastorale sous une même équipe pastorale composée de deux représentants par paroisse mandatés par l’évêque ainsi que d’un prêtre-modérateur, d’une part, tout en maintenant les conseils de fabrique dans chacune des paroisses, d’autre part.
Dans les Chenaux, l’opération a été conduite pendant trois ans (2000-2003) par le Conseil de pastorale de zone, sous le regard du Conseil des agents de pastorale de la zone des Chenaux, et à la suite de l’acceptation par les paroissiens lors d’assemblées locales et lors de trois assemblées de consultation de toute la zone. La formation de ces trois unités était une étape vers la formation d’une seule paroisse regroupant les neuf paroisses de la zone des Chenaux.
En septembre 2003, Mgr Veillette formaient les équipes pastorales paroissiales en mandatant pour une année les personnes qui allaient se partager la tâche pastorale de chacune des nouvelles unités paroissiales.
Après trois mois de consultations pour l’évaluation des trois unités paroissiales, l’évêque mettait fin en juillet 2005 à deux des trois unités tout en les invitant à développer des collaborations entre elles. Il maintenait celle regroupant Sainte-Geneviève-de-Batiscan, Saint-Prosper et Sainte-Geneviève qui ne fut pas renouvelée par l’évêque en 2007.

## Communautés chrétiennes de proximité
L’une des orientations du projet de tournant missionnaire (2017) est de former des « communautés de communautés », pour reprendre l’expression du pape François. Ainsi, la paroisse Saint-Laurent-de-la-Moraine est une nouvelle communauté regroupant cinq communautés chrétiennes locales de proximité, toutes cinq créées le 1er janvier 2018 par Mgr Luc Bouchard dans le cadre du projet de tournant missionnaire :
- La communauté locale de Saint-François-Xavier de Batiscan occupe le territoire de la municipalité de Batiscan. Érigée canoniquement en 1684, c’est une ancienne paroisse supprimée le 31 décembre 2017. Ses origines remontent à 1666. Son église actuelle (1866) et son presbytère (1866) ont été vendus à la Municipalité en 2017. Ses bureaux sont encore situés au presbytère. Le cimetière Saint-François-Xavier actuel remonte à (date à venir).

- La communauté locale de Notre-Dame-de-la-Visitation de Champlain occupe le territoire de la municipalité de Champlain. Érigée canoniquement en 1684, c’est une ancienne paroisse supprimée le 31 décembre 2017. Ses origines remontent à 1664. Son église actuelle date de 1879 et son presbytère de 1914. Le cimetière Notre-Dame-de-la-Visitation actuel remonte à 1806.

- La communauté locale de Saint-Luc occupe le territoire de la municipalité de Saint-Luc-de-Vincennes. Érigée canoniquement en 1864, c’est une ancienne paroisse supprimée le 31 décembre 2017. Son église actuelle date de 1953. Son presbytère (1911) a été vendu en 2009. Ses bureaux sont situés dans la sacristie. Le cimetière Saint-Luc actuel remonte à (date à venir).

- La communauté locale de Saint-Maurice occupe le territoire de la municipalité de Saint-Maurice. Érigée canoniquement en 1837, c’est une ancienne paroisse supprimée le 31 décembre 2017. Son église actuelle date de 1864. Son presbytère (1871) a été vendu à la Municipalité en 2018. Ses bureaux continuent à être situés au presbytère. Le cimetière Saint-Maurice actuel remonte à (date à venir).

- La communauté locale de Saint-Narcisse occupe le territoire de la municipalité de Saint-Narcisse. Érigée canoniquement en 1851, c’est une ancienne paroisse supprimée le 31 décembre 2017. Son église actuelle date de 1873 et son presbytère de 1975. Ses bureaux sont situés au presbytère. Le cimetière Saint-Narcisse actuel remonte à (date à venir).

|                                                                               | Batiscan | Champlain | Saint-Luc-de-Vincennes | Saint-Maurice | Saint-Narcisse | Total |
| 2018                                                                          | 905      | 1782      | 603                    | 3379          | 1846           | 8515  |
| Source : Répertoire des municipalités du Québec (consulté le 28 juillet 2018) |          |           |                        |               |                |       |

## Tournant missionnaire
Le projet de tournant missionnaire lancé par Mgr Bouchard vise à amener les communautés du diocèse de Trois-Rivières à mettre en place des conditions plus favorables à la mission de l’Église catholique. Selon l’évêque, il vise à revoir la « manière de faire Église », à donner « la priorité aux communautés de baptisés plutôt que sur les bâtisses », à « mieux incarner la présence du Christ à notre monde ». Selon les orientations diocésaines, le Tournant missionnaire est un « mouvement de conversion dans l’Église universelle et dans chaque diocèse catholique pour donner priorité au témoignage d’une Église en sortie, qui va à la périphérie, moins préoccupée de sa survie interne, pour être un signe tangible de l’amour de Dieu et de sa miséricorde. » Pour l’évêque de Trois-Rivières, Mgr Luc Bouchard, « notre Église diocésaine vit un passage important de son histoire. Fidèles à nos racines, nous avançons vers l'avenir avec humilité, dans un esprit de service, soucieux des plus pauvres et des plus faibles de notre société, ouverts à la jeunesse, attentifs à la croissance de la vie humaine et de la foi. Ce Tournant missionnaire nous invite à prendre le large, à sortir de nos sentiers battus, à risquer l'ouverture de nouveaux chemins pour témoigner de l'Évangile du Christ. »
L’équipe-projet du Tournant missionnaire veut inscrire cette vision sous l’éclairage de l'exhortation apostolique La Joie de l’Évangile (no 28) du pape François : « La nouvelle paroisse est présence ecclésiale sur le territoire, lieu de l’écoute de la Parole, de la croissance de la vie chrétienne, du dialogue, de l’annonce, de la charité généreuse, de l’adoration et de la célébration. À travers toutes ses activités, la paroisse encourage et forme ses membres pour qu’ils soient des agents de l’évangélisation. Elle est communauté de communautés, sanctuaire où les assoiffés viennent boire pour continuer à marcher, et centre d’un constant envoi missionnaire ».
D’une manière générale, selon le théologien belge Alphonse Borras, une paroisse doit être en un lieu une «Église pour tout, pour tous et par tous», c’est-à-dire répondre à tous les besoins en mettant en œuvre les quatre axes pastoraux («pour tout»), dans un principe d’ouverture et d’inclusion («pour tous»), en se partageant en coresponsabilité la mission de la paroisse entre tous les baptisés («par tous»).
Les quatre axes pastoraux dans lesquels interviennent les paroisses sont : 1) l'engagement pour la transformation du monde; 2) la fraternité ouverte à tous et toutes sans exclusion; 3) l'éducation de la foi; et 4) la célébration.
Par ailleurs, dans La Joie de l’Évangile (no 24), le pape François écrit que « l’Église en sortie est la communauté des disciples missionnaires qui prennent l’initiative, qui s’impliquent, qui accompagnent, qui fructifient et qui fêtent ». Ces cinq verbes d’action sont proposés aux baptisés dans leur mission : prendre l’initiative, s’impliquer, accompagner, fructifier et fêter.
D’une manière plus spécifique, les orientations diocésaines formulées en 2017 proposent pour l’immédiat cinq enjeux que devront s’approprier les nouvelles paroisses, dont Saint-Laurent-de-la-Moraine :
1. L’enjeu de la solidarité avec les plus pauvres
2. L’enjeu du besoin de donner un sens à la vie et aux événements de la vie
3. L’enjeu de l’engendrement des chrétiens et de la formation à la vie chrétienne
4. L’enjeu de la relation avec les jeunes générations
5. L’enjeu de la relève vocationnelle et du renouvellement du leadership

## Forme juridique
Au plan du droit canonique, la paroisse Saint-Laurent-de-la-Moraine a été créée par décret de Mgr Bouchard en vertu de l’article 515 du Code de droit canonique.
Au plan civil, la paroisse a été constituée en corporation à but non lucratif en vertu de la Loi sur les fabriques sous le nom La Fabrique de la paroisse de Saint-Laurent-de-la-Moraine. La corporation est inscrite au registre des entreprises du Québec, conformément à la Loi sur la publicité légale des entreprises (chapitre P-44.1). Cette corporation est la propriétaire entre autres du cimetière de Batiscan, l’église, le presbytère et le cimetière de Champlain, l’église et le cimetière de Saint-Luc-de-Vincennes, l’église et le cimetière de Saint-Maurice ainsi que l’église, le presbytère et le cimetière de Saint-Narcisse. Elle est aussi l'employeur du personnel des cinq communautés locales.

## Organisation
L’organisation de la nouvelle paroisse repose sur cinq principes ecclésiologiques de base :
1. La communauté chrétienne de proximité naît de la Parole de Dieu et de l’Eucharistie.
2. La communauté chrétienne de proximité est tout entière responsable de la mission. Tous les membres de la communauté chrétienne de proximité sont coresponsables de cette mission, chacune et chacun y apportant quelque chose d’unique et de précieux.
3. Quelques membres de la communauté chrétienne de proximité assurent le service de l’animation de la vie communautaire.
4. Les ministres ordonnés, prêtres et diacres, et les agentes et agents de pastorale laïques, en communion avec l'Évêque diocésain, exercent une autorité de service[13] et de soutien auprès de la nouvelle paroisse et des communautés chrétiennes de proximité qui la composent.
5. La nouvelle paroisse est une communauté de communautés chrétiennes de proximité.

Elle comprend des groupes, des responsables et des bénévoles soutenus par du personnel :
1. Des collectivités en communion pour le service de l’animation de la mission :
- la communauté chrétienne de proximité;
- la nouvelle paroisse;
- l’unité pastorale;
- la communauté diocésaine.

2. Des équipes de terrain au service de l’animation de la mission :
- l’Équipe de vie communautaire, dans chaque communauté chrétienne de proximité;
- l’Équipe pastorale paroissiale, commune aux deux paroisses de Saint-Laurent-de-la-Moraine et de Sainte-Élisabeth;
- la Table paroissiale de concertation pastorale, regroupant tous les responsables des communautés chrétiennes de proximité.

3. Des équipes de terrain au service du soutien matériel de la mission :
- l’Assemblée de fabrique (dite aussi Conseil de fabrique), composée d’un ou deux marguilliers élus par chaque communauté chrétienne de proximité;
- le Comité local des affaires économiques, dans chaque communauté chrétienne de proximité.

4. Des responsabilités exercées par des personnes :
- le prêtre-modérateur et la coordonnatrice ou le coordonnateur de la pastorale paroissiale, qui ensemble forment «un tandem de référence pour l’Équipe pastorale paroissiale et l’ensemble de la nouvelle paroisse[15].»
- le(s) prêtre(s) collaborateur(s);
- l'agente ou l'agent de pastorale laïque;
- le diacre permanent;
- l’accompagnatrice ou accompagnateur diocésain;
- l’agente ou l’agent d’administration de la nouvelle paroisse;
- les marguilliers et la personne à la présidence de l’Assemblée de fabrique.

5. Des personnes bénévoles dans la nouvelle paroisse.
6. Les autres membres du personnel :
- l’agente ou l’agent d’administration, dans chaque communauté chrétienne de proximité
- le personnel affecté aux églises (sacristain, entretien, etc.)
- le personnel affecté aux cimetières

## L'équipe pastorale paroissiale
Les tandems sont entrés en fonction en septembre 2017. Les autres membres sont entrés en fonction au cours de l’automne 2017.
| Période     | Prêtre          | Coordonnatrice | Autres membres               |
| ----------- | --------------- | -------------- | ---------------------------- |
| Depuis 2017 | Claude Lapointe | Odette Soucy   | Marcel Foley et Léo Guilbert |

## Les églises
| Municipalité           | Édifice                              |
| ---------------------- | ------------------------------------ |
| Batiscan               | • Église Saint-François-Xavier       |
| Champlain              | • Église Notre-Dame-de-la-Visitation |
| Saint-Luc-de-Vincennes | • Église Saint-Luc                   |
| Saint-Maurice (Québec) | • Église Saint-Maurice               |
| Saint-Narcisse         | • Église Saint-Narcisse              |

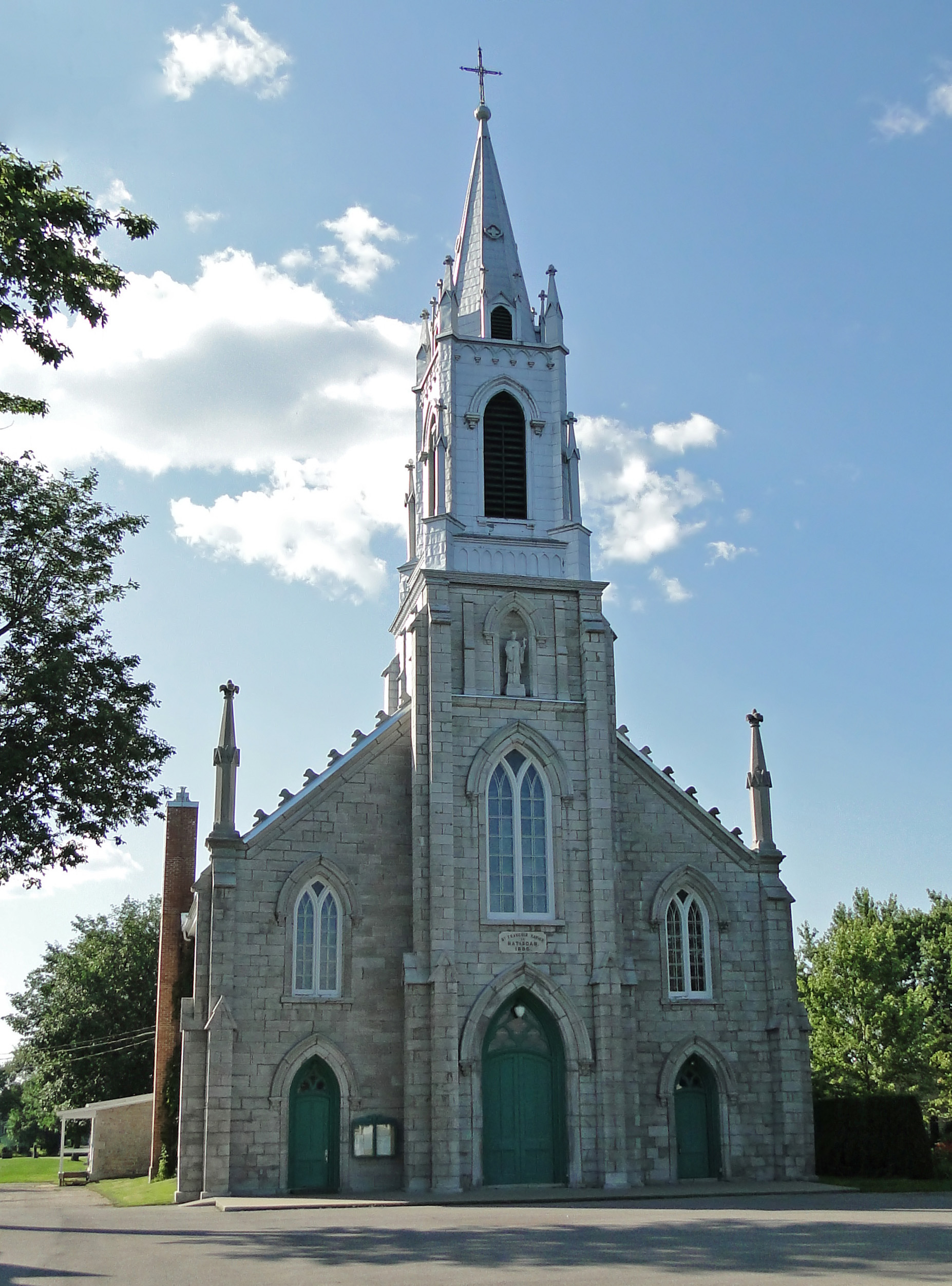
Église Saint-François-Xavier de Batiscan
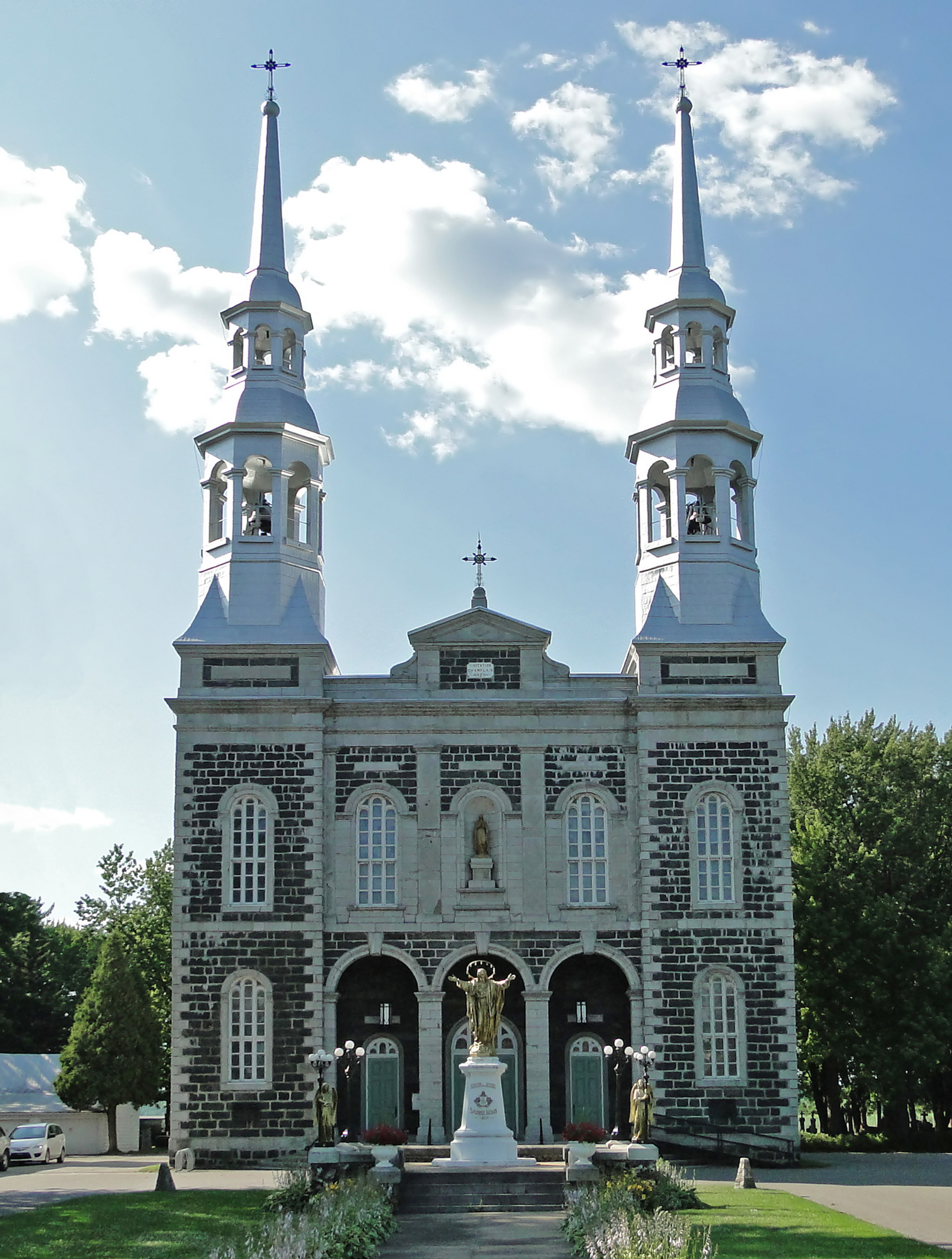
Église Notre-Dame-de-la-Visitation de Champlain
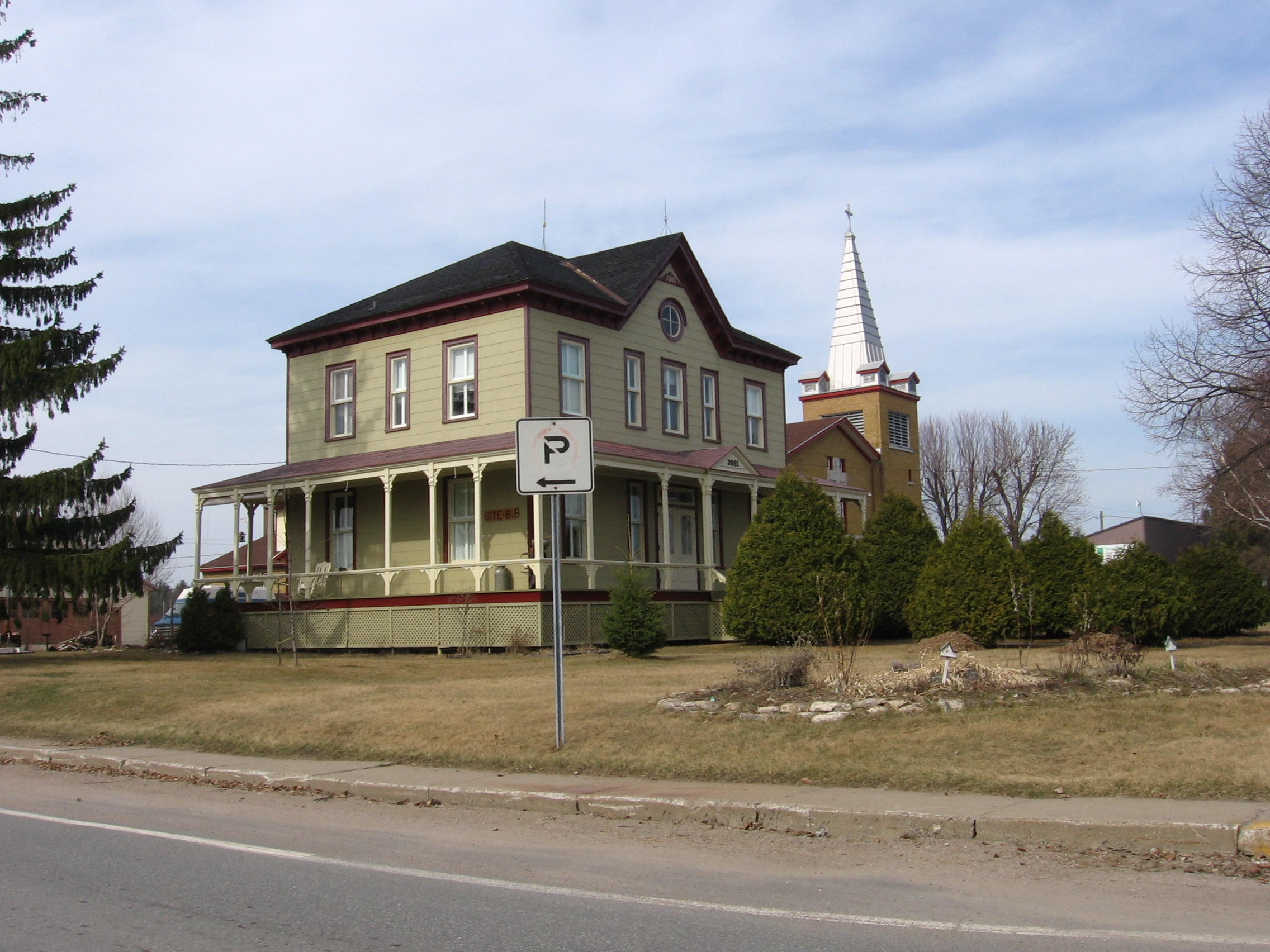
Église de Saint-Luc-de-Vincennes
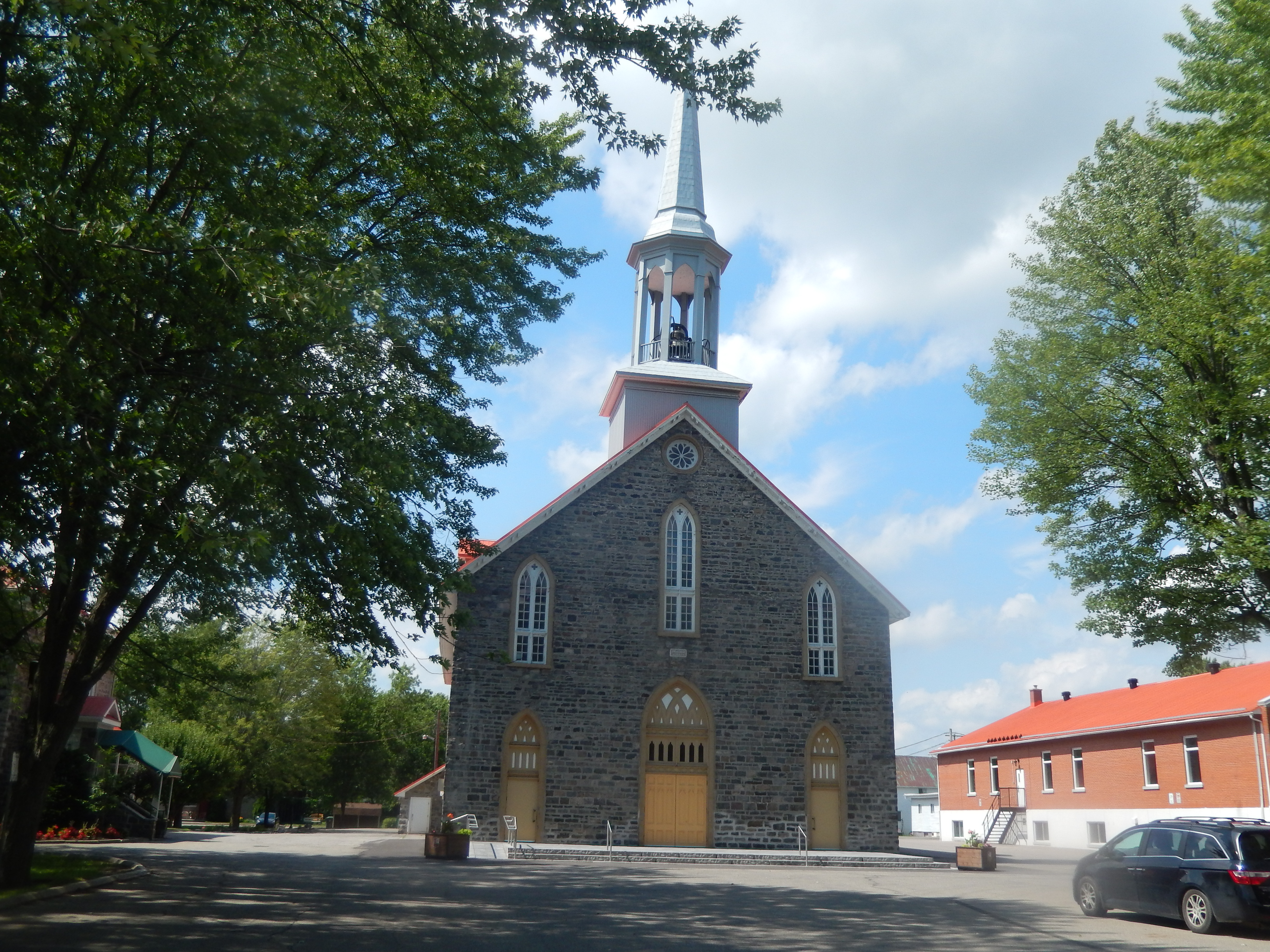
Église de Saint-Maurice
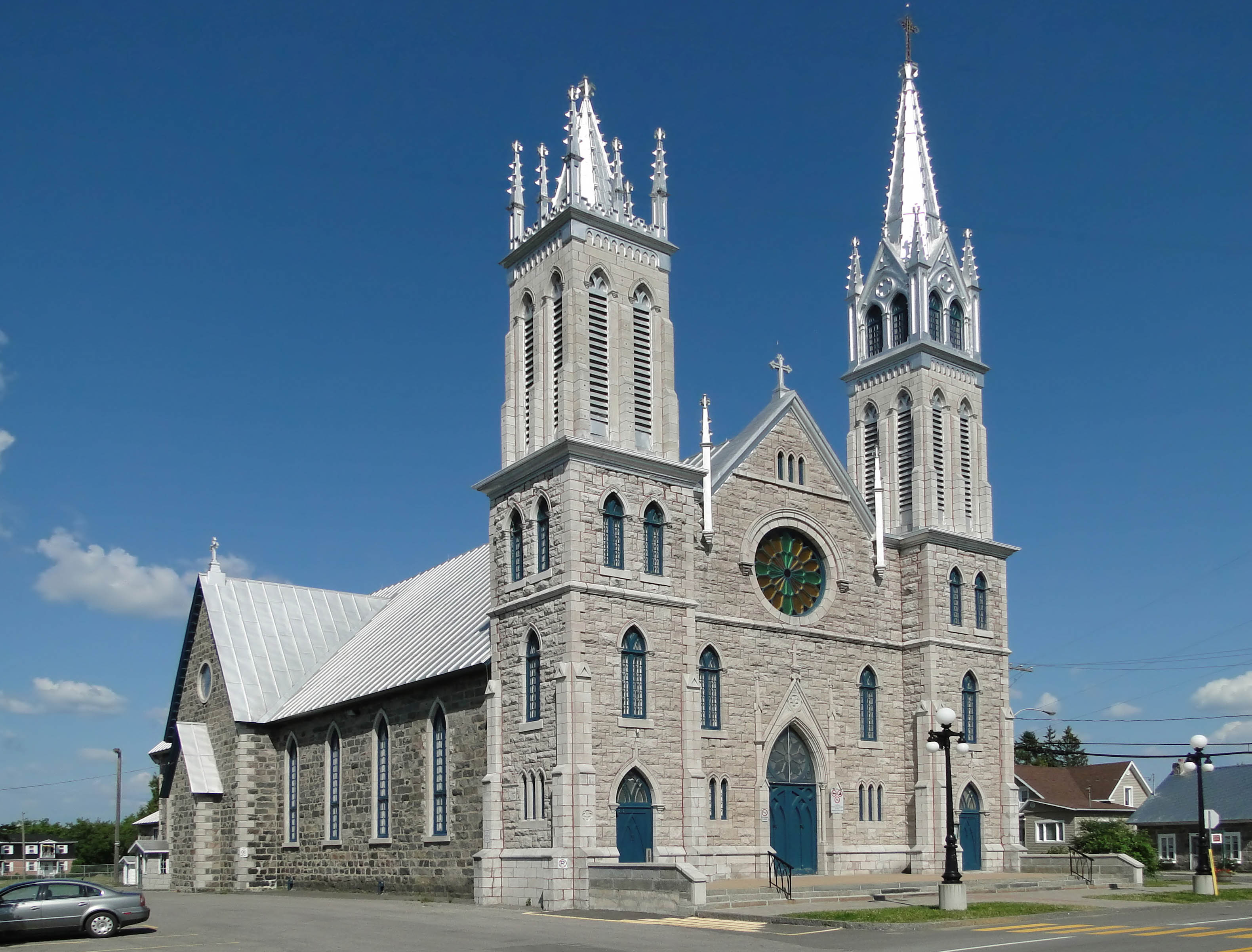
Église de Saint-Narcisse

## Les cimetières
La paroisse Saint-Laurent-de-la-Moraine compte cinq cimetières situés à Batiscan, Champlain, Saint-Luc-de-Vincennes, Saint-Maurice et Saint-Narcisse. Ils sont gérés par la communauté chrétienne du lieu.

## Communication
Chacune des communautés publie périodiquement un semainier paroissial distribué dans son église et dans quelques lieux publics. De plus, les neuf communautés de l’Unité pastorale des Chenaux se sont dotées d’une page et d’un groupe Facebook. Ni la paroisse ni l’unité pastorale ne dispose d’un site web.

## Les archives
Les archives des anciennes paroisses continuent à être conservées dans les bureaux administratifs des communautés de proximité.

## Unité pastorale des Chenaux
Le 1er janvier 2018 a aussi été créée l’Unité pastorale des Chenaux pour regrouper, sous une même équipe pastorale, la paroisse Saint-Laurent-de-la-Moraine et la paroisse Sainte-Élisabeth. Son nom est celui de la municipalité régionale de comté des Chenaux parce que ces deux paroisses couvent neuf des dix municipalités de cette M.R.C.